# Sirtori
Sirtori é uma comuna italiana da região da Lombardia, província de Lecco, com cerca de 2.616 habitantes. Estende-se por uma área de 4 km², tendo uma densidade populacional de 654 hab/km². Faz fronteira com Barzago, Barzanò, Castello di Brianza, Missaglia, Perego, Rovagnate, Viganò.

## Demografia
| Variação demográfica do município entre 1861 e 2011                               |
|                                                                                   |
| Fonte: Istituto Nazionale di Statistica (ISTAT) - Elaboração gráfica da Wikipedia |